# بنانة العبشمية
بنانة، وقيـل: تبالة بنت زيد العبشميـة تابعية راوية للحديث جهلها الحافظان: الذهبي، وابن حجر. روت عن عائشة أم المؤمنين في (النبيذ)، وروى عنها عاصم الأحول، وروى لها ابن ماجه.